# Elecciones generales de Quebec de 2014
Las elecciones generales quebequesas de 2014 ocurrieron el 7 de abril de 2014, para elegir miembros de la 41.ª legislatura de la provincia canadiense de Quebec. Fueron llamadas anticipadamente por la prerrogativa de la primera ministra Pauline Marois. El Partido Liberal, liderado por el exministro de salud, Philippe Couillard, obtuvo una victoria aplastante, recuperando el gobierno después de menos de dos años con mayoría absoluta. Couillard se convirtió entonces en el 31.er Primer ministro de Quebec.
El oficialista Parti québécois sufrió una fuerte derrota de la mano de la primera ministra Pauline Marois, cayendo a sólo 30 escaños y 2% más que el tercer partido. Marois incluso no logró ser reelecta en su distrito, convirtiéndose así en la segunda premier consecutiva en perder su escaño. La derrota péquiste se atribuyó principalmente a la candidatura "estrella" del magnate mediático Pierre Karl Peladeau, una figura controversial dentro de la izquierda québécois, y el foco de este en un supuesto referéndum independentista, lo cual distanció a muchos votantes del partido.
Los otros partidos en la legislatura, la Coalition avenir Québec y Québec solidaire lograron incrementar su representación a 22 y 3 bancas respectivamente, siendo los mejores resultados para ambos partidos hasta ese momento, récords que serían sobrepasados 4 años después.

## Contexto
La elección se llevó a cabo bajo el escrutinio mayoritario uninominal, y fue la 41.ª elección en la historia de la provincia. 
La elección pasada en 2012 había resultado en la derrota del Partido Liberal, en el gobierno desde 2013 bajo el mando de Jean Charest, cuya poca popularidad a causa de acusaciones de corrupción llevó a la pérdida de su escaño y del gobierno provincial. Sin embargo, la elección dio una ventaja muy angosta para el Parti québecois, que obligó a Pauline Marois, líder péquiste, a gobernar en minoría. Esto llevó a que Marois llame a elecciones anticipadas a comienzos del 2014, buscando ganar con mayoría absoluta, aunque las encuestas dudaban que eso fuera posible. 

## Resultados
|  | 41.52 % |

|  | 25.38 % |

|  | 23.05 % |

|  | 7.63 % |

|  | 0.73 % |

|  | 0.36 % |

|  | 1.33 % |

|  | 98.54 % |

|  | 1.46 % |

|  | 100.00 % |

|  | 71.44 % |